# 寺山武志
寺山 武志（てらやま たけし、1987年12月23日 - ）は、日本の俳優。
愛知県海部郡出身、EFFECT所属。
2020年12月17日、一般女性と2020年夏に入籍したことを自身のブログで発表した。

## 出演

### テレビ
- ROOKIES（2008年、TBS） - ヤンキー 役
- シバトラ（2008年、フジテレビ） - ヤンキー 役
- 太陽と海の教室（2008年、フジテレビ） - けんちゃん 役
- ギラギラ（2008年、朝日放送） - ホスト 役
- インディゴの夜（2010年、東海テレビ） - ホスト 役
- タモリ倶楽部 空耳アワー
- 総合商社 高島商事 〜今、これですよね!〜（2014年、テレビ埼玉） - 伊藤艾（がい） 役
- 歴史漫才 ヒストリーズ・ジャパン（2017年7月 - 9月、東名阪ネット6） - 道鏡 / 堀田正俊 役
- オガッタ!?（2017年10月13日 - 2022年6月24日、仙台放送） - レギュラー出演
- テレビ演劇 サクセス荘 （2019年7月12日 - 9月27日、テレビ東京） - ヒッピ 役[4]
  - テレビ演劇 サクセス荘 2 （2020年7月10日 - 9月25日）[4]
  - テレビ演劇 サクセス荘 3 （2021年1月7日 - 3月25日）[4]
- モンスターライフ（2019年7月13日 - 、仙台放送 / 2019年7月15日 - 、YouTube） - 寺さん 役
- テレビ演劇 サクセス荘mini（2020年10月12日 - 、テレビ東京） - ヒッピ 役[4]
  - テレビ演劇 サクセス荘3mini（2021年4月5日 - 6月28日）[4]
- だから殺せなかった 第2話（2022年1月16日、WOWOW） - 職員 役
- 相棒season21 第9話 (2022年12月14日 テレビ朝日） - 松田綾人 役[4]

### 舞台
- ミュージカル・テニスの王子様2ndシーズン - 東方雅美 役
  - 青学vs聖ルドルフ・山吹（2011年4月8日 - 5月15日、JCBホール 他）
  - 青学vs氷帝（2011年7月15日 - 9月24日 JCBホール 他）
  - Dream Live 2011（2011年11月5日 - 13日、神戸ワールド記念ホール 他）
  - 春の大運動会 2012（2012年5月13日、有明コロシアム）
  - コンサート SEIGAKU Farewell Party（2012年10月11日 - 10月14日、TOKYO DOME CITY HALL） - ゲスト出演（本人として出演）
  - 春の大運動会 2014（2014年4月26日、横浜アリーナ）
- ZIPANGパイレーツ（2011年12月21日 - 28日、笹塚ファクトリー） - 安藤瞬 役
- *pnish*プロデュース『モンスターボックス』（2012年2月1日 - 12日、CBGKシブゲキ!!） - 川嶋修二郎 役
- 劇団スーパー・エキセントリック・シアター
  - 『シュワッチ!』〜目指すはタイツの王子様〜（2012年3月14日 - 22日、赤坂RED THEATE） - 吉法 役
  - 『タイツの花道』★王道編★（2012年8月28日 - 9月2日、あうるすぽっと）
- ポチッとな。-Switching On Summer-
  - 2012（2012年7月4日 - 16日、俳優座劇場 他） - 長谷川昆太 役
  - 2013（2013年7月10日 - 15日、俳優座劇場） - 生徒会長 役
- 覇権DO!!（2012年7月25日 - 29日、Geki地下Liberty） - 明智光秀 役
- こちらスーパーうさぎ帝国
  - 14th「サラバ」（2012年9月19日 - 23日、中野テアトルBONBON） - 大島哲郎 役
  - 15th『センチ』（2013年1月30日 - 2月3日、日暮里 d-倉庫） - 中山哲二 役
  - 18th『クリームソーダ』（2014年4月29日 - 5月18日、下北沢OFF・OFFシアター 他） - 三木修平 役（ダブルキャスト）
  - 20th『ホレロ×サラバ』（ホレロのみ出演）（2015年6月3日 - 14日、小劇場B1） - 小早川誠 役（ダブルキャスト）
- 男子ing!!（2012年11月21日 - 25日、SPACE107） - 遠藤先生 役
- COMIC☆ACTORS『風神物語』（2013年1月11日 - 13日、武蔵野芸能劇場 小劇場） - 風神 役
- ソラリネ。『僕たちの町は一ヶ月後ダムに沈む』（2013年3月13日 - 31日、上野ストアハウス） - 悟 役
- ミュージカル『黒執事』- シャープ・ハンクス 役
  - -The Most Beautiful DEATH in The World- 千の魂と堕ちた死神（再演）（2013年5月17日 - 6月8日、赤坂ACTシアター 他）
  - -地に燃えるリコリス-（2014年9月5日 - 10月5日、六本木ブルーシアター 他）
  - -地に燃えるリコリス2015-（2015年11月7日 - 12月27日、梅田芸術劇場メインホール）
  - 〜NOAH'S ARK CIRCUS〜（2016年11月18日 - 12月18日、TOKYO DOME CITY HALL 他）
  - -Tango on the Campania-（2017年12月31日 - 2018年2月12日、TBS赤坂ACTシアター 他）
- ラズベリーボーイ!!シリーズ - 長門孝志 役
  - ラズベリーボーイ!!（2013年10月9日 - 14日、シアターサンモール）
  - ラズベリーボーイ!! 再演（2014年2月28日 - 3月9日、俳優座劇場）
  - ラズベリーボーイ!!2（2014年10月8日 - 13日、俳優座劇場）
  - ラズベリーボーイ!!2 再演（2015年7月15日 - 20日、俳優座劇場）
  - ラズベリーボーイ3 THE FINAL（2016年5月20日 - 29日、俳優座劇場）
- animoproduce 第1回舞台公演『MY LIFE〜今よりも、少しだけ高い場所へ〜』（2014年6月25日 - 29日、笹塚ファクトリー）
- ヨビコー! 〜You Be Cool〜 - 三田義徳 役
  - 2014年版（2014年10月22日 - 26日、六行会ホール）
  - 2016年版（2016年3月2日 - 6日、六行会ホール）
- 撃弾ハンサム
  - 撃弾ハンサム始めました〜撃弾ハンサムお披露目公演〜（2014年12月28日、笹塚ファクトリー）
  - 撃弾ハンサム始めました。再炎（2015年1月28日 - 29日、笹塚ファクトリー）
  - 撃弾ハンサム続きました。「殺陣とスーツとドッペルゲンガー」〜これは、舞台ですか?いいえ、ハンサムです〜（2015年2月27日 - 3月1日、笹塚ファクトリー）
  - 撃弾ハンサム「誰にも聞けないアソコのかゆみ事件簿2」〜あれ以降、すべての芝居が色あせた〜（2015年8月14日・16日、六行会ホール）
  - 撃弾ハンサム1周年&DVD発売記念イベント「ハンサムは突然に」〜これはハンサムですか?いいえ、ほぼトークショーです〜（2015年12月30日、新宿シアターモリエール）
  - 撃弾ハンサム「ハンサム誕生」〜こちらハンサム学園中等部〜（2016年5月23日、俳優座劇場）
  - 撃弾ハンサム「最初で最後の晩餐会」〜これは、舞台ですか？いいえ、あくまでハンサムです〜（2017年1月12日 - 15日、全労済ホール スペース・ゼロ）
- ヘブンイレブン!（2015年3月11日 - 15日、俳優座劇場）
- 散れ桜よ、刻天ノ証ニ（2015年4月3日 - 12日、あうるすぽっと）
- ヒストリーズ・ジャパン（2016年4月12日 - 17日、新宿シアターモリエール）
- 明るいお葬式（2016年6月15日 - 19日、俳優座劇場）
- 逆転検事 逆転のテレポーテーション（2016年7月15日 - 24日、六行会ホール） - 地上弥一郎 役
- Bank Bang Lesson!!（2016年8月30日 - 9月4日、六行会ホール）
- 主人がオオアリクイに殺されて1年が過ぎました。（2016年10月5日 - 10日、俳優座劇場）
- 舞台 増田こうすけ劇場 ギャグマンガ日和 〜奥の細道、地獄のランウェイ編〜（2017年2月15日 - 21日、ラフォーレミュージアム原宿） - 大石内蔵助 役[5]
  - 復刻 舞台 増田こうすけ劇場 ギャグマンガ日和 〜奥の細道 地獄のランウェイ編〜（2025年10月31日 - 11月9日〈予定〉、雷5656会館 ときわホール）[6][7]
- SOLID STAR vol.9『ミニチュア!!フリーペーパーのナイス街』（2017年3月8日 - 12日、俳優座劇場）[8]
- 舞台 ハイスクール!奇面組（2017年6月1日 - 4日、全労済ホールスペース・ゼロ） - 冷越豪 役[9][10]
  - 舞台 ハイスクール!奇面組2 〜嵐を呼ぶ変態ライバル対決〜（2018年8月2日 - 10日、草月ホール）[11]
  - 舞台 ハイスクール!奇面組3 〜危機一髪!修学旅行編〜（2020年11月18日 - 23日、草月ホール）[12]
- 斬劇『戦国BASARA』
  - 斬劇『戦国BASARA』小田原征伐（2017年8月11日 - 27日、AiiA2.5TheaterTokyo 他） - 北条氏政 役
  - 斬劇『戦国BASARA』蒼紅乱世『蒼』THE PRIDE（2018年12月21日 - 30日、オルタナティブシアター） - 最上義光 役
- オムイズVol.5 『シャットアウト、トイレット』（2021年3月3日 - 7日、築地本願寺ブディストホール）
- MONSTER LIFE present's VIPもんさぽ限定 春の新作コント祭り!!!（2021年3月12日 - 14日、すみだパークシアター倉）
- 舞台『御手洗さん』（2021年9月29日 - 10月3日、俳優座劇場）
- 舞台『ニュー熱海国際ホテル』（2021年12月25日 - 29日、ウッディシアター中目黒）
- 舞台『呪術廻戦』（2022年7月15日 - 31日、天王洲 銀河劇場 / 8月7日 - 14日、メルパルクホール大阪） - パンダ 役
  - 舞台『呪術廻戦』-京都姉妹校交流会・起首雷同-（2023年12月15日 - 31日、天王洲 銀河劇場 / 2024年1月6日 - 14日、AiiA 2.5 Theater Kobe）[13][14]
  - 舞台『呪術廻戦 0』WITH LIVE BAND（2024年12月13日 - 29日〈予定〉、天王洲 銀河劇場 / 2025年1月18日 - 19日〈予定〉、SkyシアターMBS）[15]
- MONSTER LIFE present’s『VIP もんさぽ限定 怪物だらけの超（ウルトラ）文化祭！』（2022年9月30日 - 10月2日、DDD青山クロスシアター）
- 朗読劇『妖琦庵夜話 その探偵、人にあらず』（2022年11月5日・6日、幕張国際研修センター シンポジウムホール） - 鱗田仁助 役
- Team Unsui 第6回公演『ハイシン』（2024年9月26日 - 29日、ザ・ポケット）[16]
- あくたーず☆りーぐ さんにんのおうさまのおはなし（2024年11月2日、横浜赤レンガ倉庫1号館 3Fホール） - おう 役[17]
- マーダーミステリーシアター『殺意の代償』（2025年3月13日、品川プリンスホテル クラブeX）[18]

### ラジオ
- 雲水の今晩どうしましょう!?（2016年4月8日 - 、超!A&G+）[19]
- SHOWROOM『髙木俊・寺山武志のトビセカ!!』（毎週月曜日）

### WEB番組
- 全惑星★激あまやかしバラエティ『箱入りミュータント』（2023年 、DMM TV）‐ ヒャホ 役[20][21]

### イベント
- 男子ing!! ファンミーティング（2012年10月21日、WARE HOUSE702）
- ACTORS☆LEAGUE 
  - in Games 2022（2022年5月2日、幕張イベントホール）[22][23]
  - in Games 2023（2023年6月19日、日本武道館）[24]
  - in Games 2025（2025年6月10日、東京ガーデンシアター）[25]
  - in Futsal 2025（2025年10月7日〈予定〉、東京体育館 メインアリーナ）[26]

### 映画
- 映画演劇サクセス荘 -侵略者Sと西荻窪の奇跡-（2021年12月31日） - ヒッピ 役
- 映画『老ナルキソス』（2023年5月20日、オンリー・ハーツ）- 大木隼人 役[4]